# Gorenje (tvrtka)
Gorenje je slovenska tvrtka koja se bavi proizvodnjom i prodajom kućnih uređaja. Jedan je od najvećih slovenskih izvoznika koji prodaju ima u više od 70 zemalja svijeta. Među prvih je osam najvećih proizvođača kućnih uređaja u Europi, s 4 % tržišnog udjela. Od 2018. godine u vlasništvu je kineske tvrtke Hisense.
Prihodi od prodaje dolaze 83 % of kućanskih aparata, 6 % od unutarnje opreme i 11 % od trgovine i usluga. Najveći udio u prodaji ostvaruje u Europskoj uniji, gdje prodaje 57 %, u istočnoj Europi 37 % i u drugim zemljama 6 %. Grupa Gorenje prodaje 90 % proizvoda pod vlastitim markama, a godišnje proizvodi oko 3,7 milijuna velikih uređaja.
Društvo se sastoji od krovne organizacije Gorenje d.o.o. i 101 tvrtke, od kojih je 78 u inozemstvu.
Prema ugovoru s Rotisom, Gorenje proizvodi oklopna vozila Patria AMV.

## Povijest
Nacionalizacijom kovačnice u slovenskom selu Gorenju 1950. godine naredbom je jugoslavenske vlade osnovano poduzeće Gorenje. Godine 1953. na čelo mu dolazi Ivan Atelšek s vizijom širenja proizvodnje. Godine 1958. počeli su proizvoditi peći na kruta goriva. Godine 1960. sjedište poduzeća seli se u Velenje. Godine 1961. prvih 200 štednjaka izvezeno je u Njemačku. Sedamdesetih godina dvadesetog stoljeća poduzeće je zapošljavalo 20 000 ljudi. Prodajna mreža proširena je na Zapadnu Europu (Njemačka, Austrija, Francuska, Danska i Italija) i Australiju. Godine 1978. Gorenje je kupilo njemačku tvrtku Körting. U 1980-im izvoz se proširio na Ujedinjeno Kraljevstvo i Sjedinjene Države. U 1990-im Gorenje je proširilo izvoz uglavnom u Istočnu Europu. Godine 1997. Gorenje se transformira u dioničko društvo, a 2019. u društvo s ograničenom odgovornošću.

## Vanjske poveznice
- www.gorenje.com